# Isaac Levitan
Isaak Ilich Levitan (Исаа́к Ильи́ч Левита́н) (Kybartai (Lituânia), 1861 - Moscou/Moscovo, 1900) foi um pintor russo de origem judaica, que pertenceu ao movimento dos Itinerantes. Expressou nas suas paisagens a beleza da região do Volga.

## Biografia
O seu pai Elyashiv Levitán foi um humilde professor de línguas e tradutor que partiu para Moscovo para permitir que o seu filho Isaac estudasse na Academia dessa cidade.  Isaac ingressou nessa Academia aos 19 anos e pintou o seu primeiro quadro "Paisagem de Outono" (1880) que foi comprado pelo colecionador  Pável Mijáilovich Tretiakov, com quem Isaac travara uma amizade. Tretiakov ofereceu-lhe uma bolsa para estudar em Paris e foi a única vez que Levitán saiu da Rússia. Na sua viagem conheceu as obras do paisagista realista Jean-Baptiste Camille Corot, antecessor do impressionismo e mestre de outro  de família judaica: Camille Jacob Pissarro, famoso impresionista francês. Voltou à sua Rússia natal e desenvolveu aa sua carreira como pintor. Aos 37 anos foi nomeado membro da Academia de Artes Russa e diretor do departamento de pintura de paisagens.
Com o escritor e dramaturgo  Anton Tchekhov, foram amigos e admiradores mútuos.
Morreu aos 40 anos devido a uma doença pulmonar. O chamado "pintor-poeta" deixou milhares de telas.

## Estilo
Quando jovem, Levitan recebeu uma notável influência de Corot, que soube transportar co profundo sentimento telúrico à paisagem e idiossincrasia russos.
Atualmente considera-se como estando nos primeiros lugares da pintura russa do século XIX, porque na sua pintura ao ar livre captou com pincelada ligeira e admirável realismo as su(b)tis gradações da espessa luz solar e as finas máscaras de cor das sombras.

### Algumas das suas telas

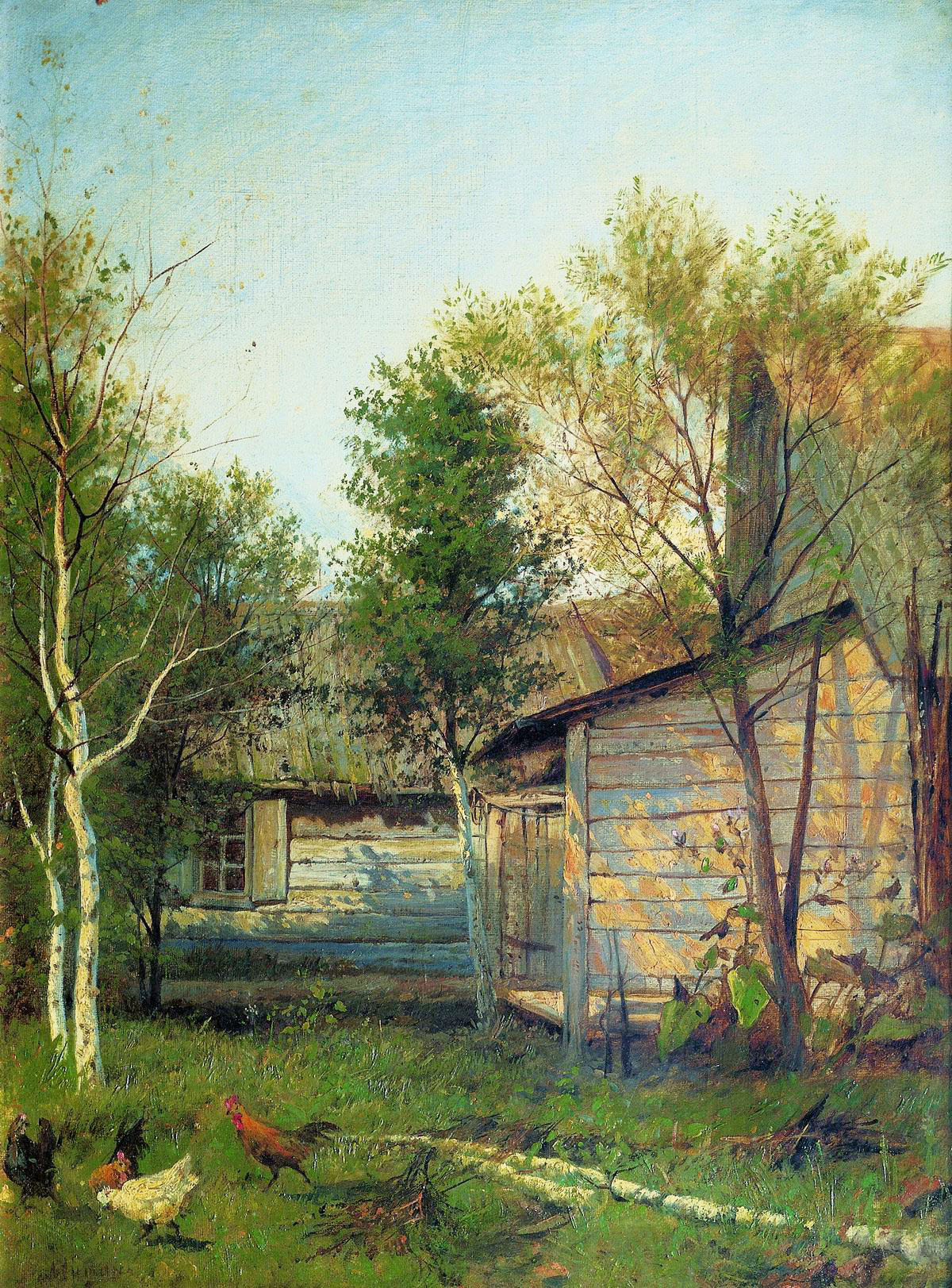
Dia de sol, 1876
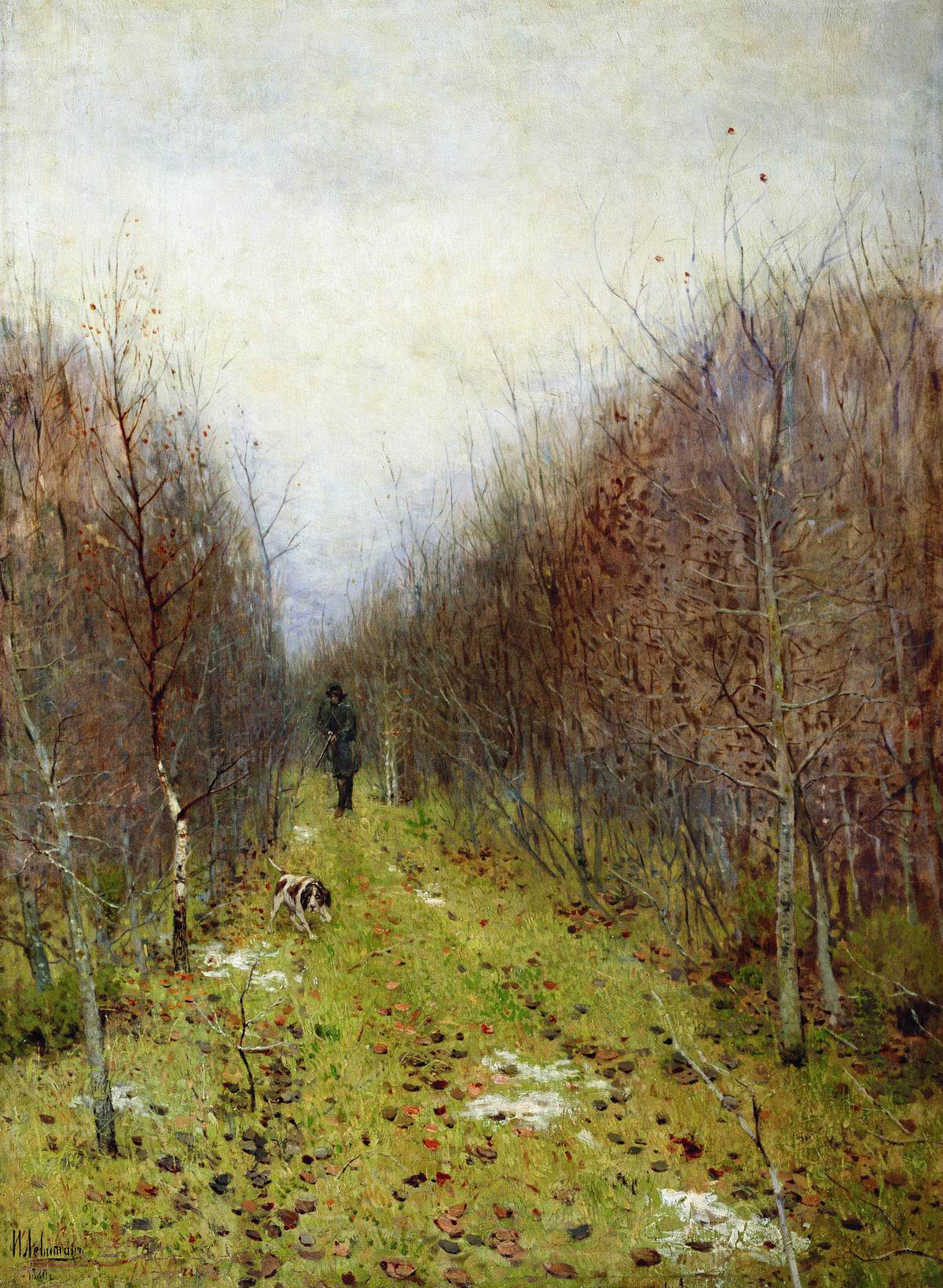
Paisagem de Outono, 1880
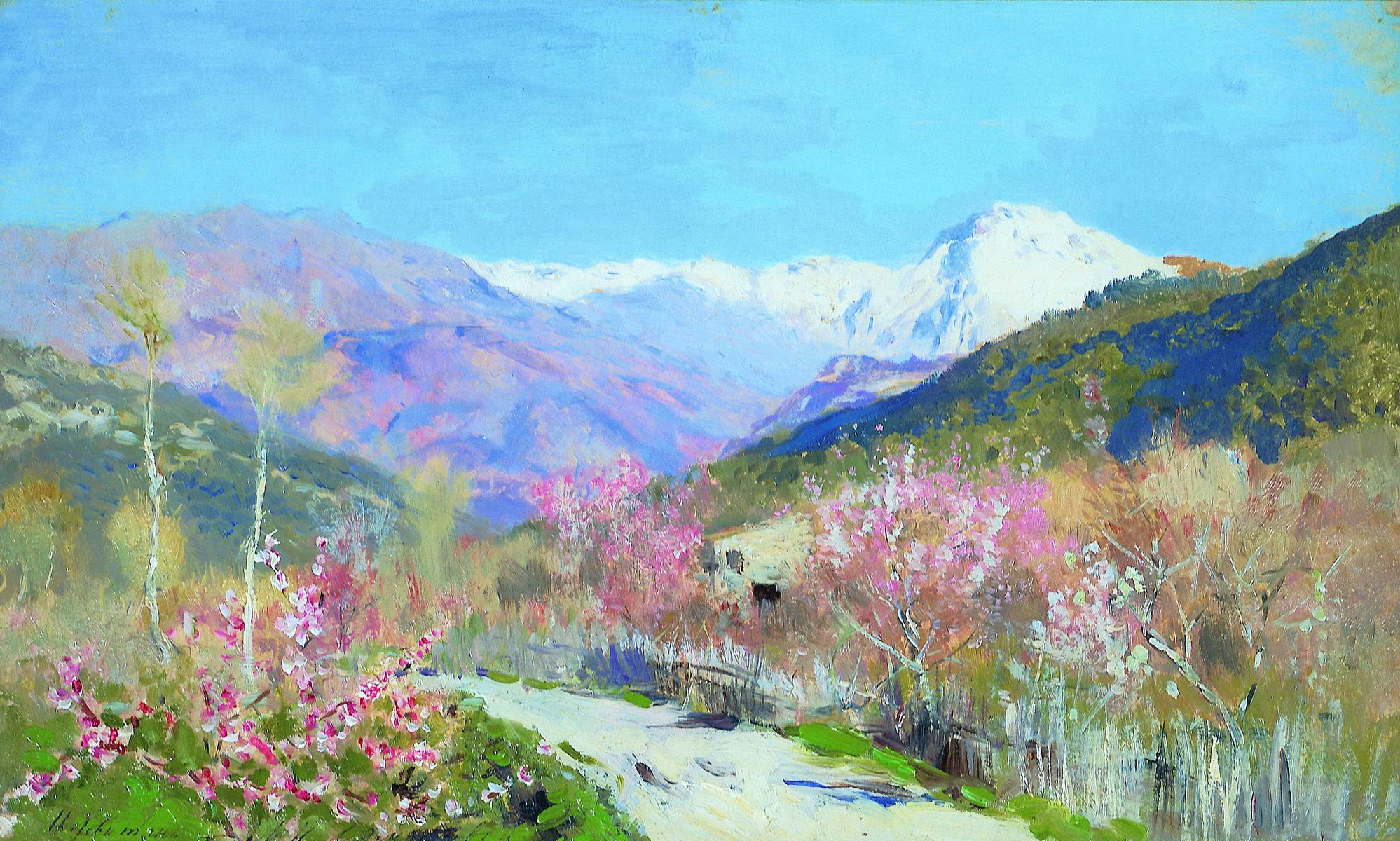
Primavera em Itália
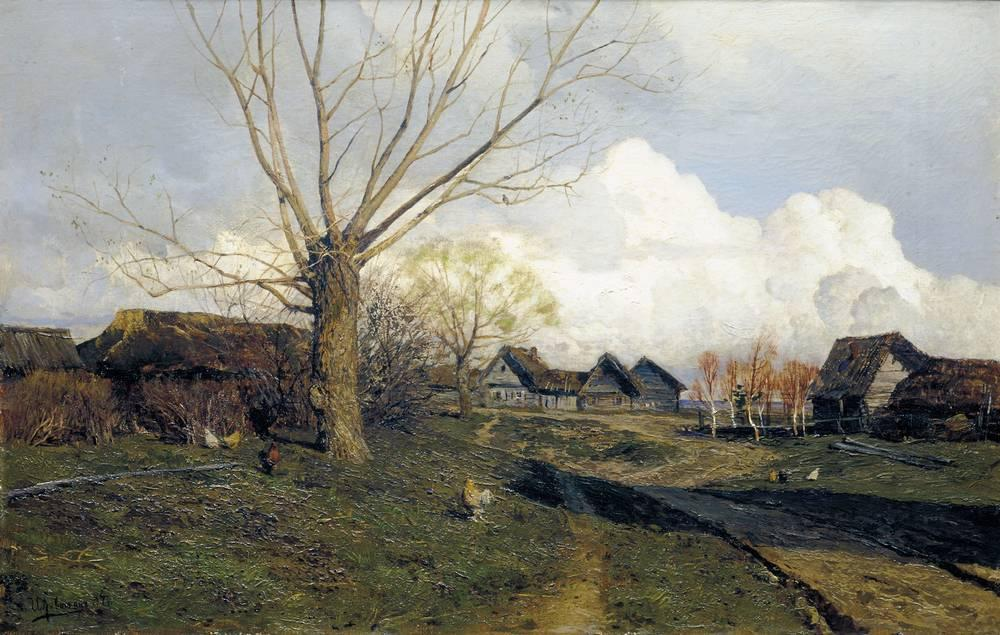
Savvinskaya, subúrbio de Zvenígorod. 1884
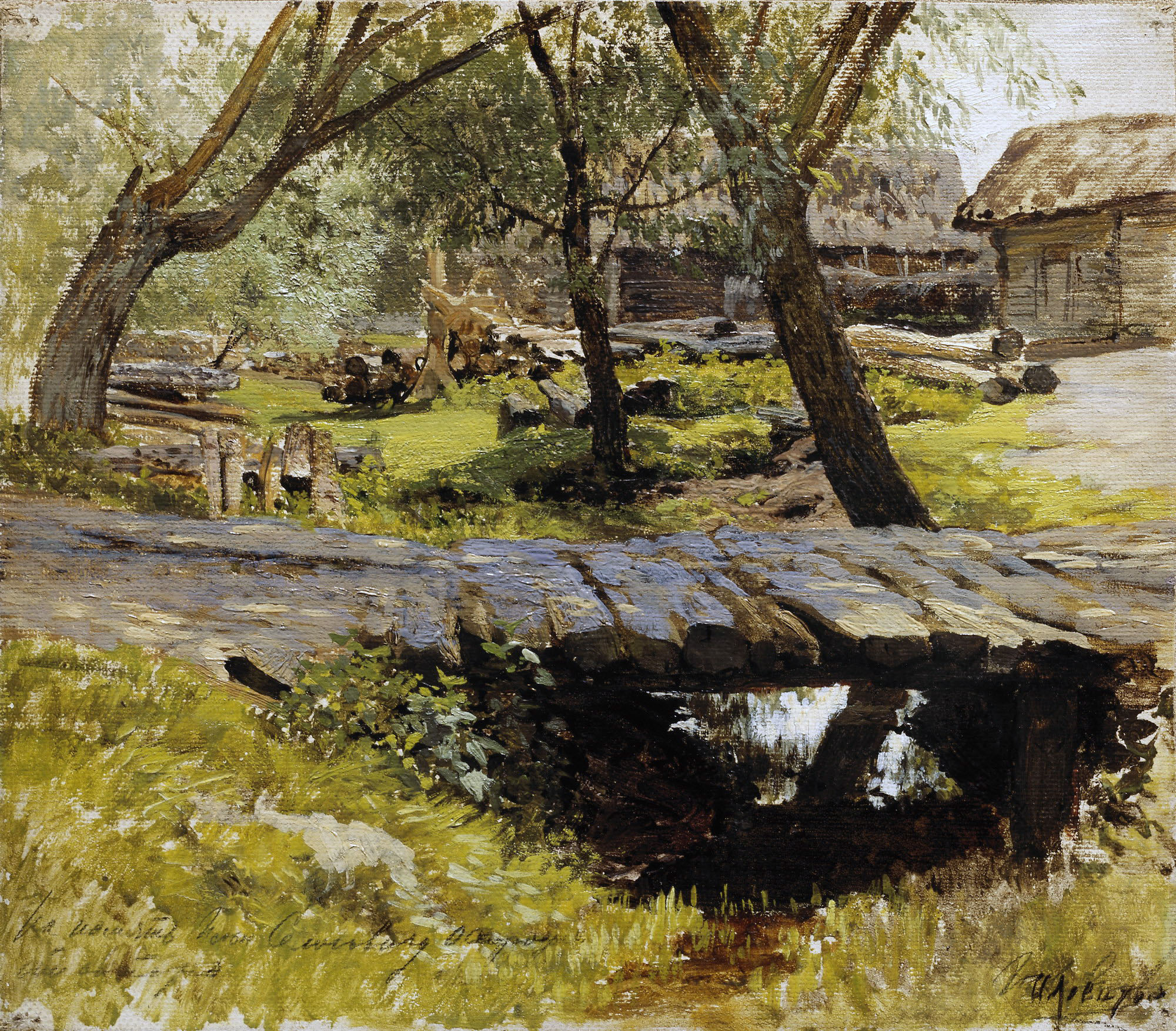
Ponte em Savvinskaya.
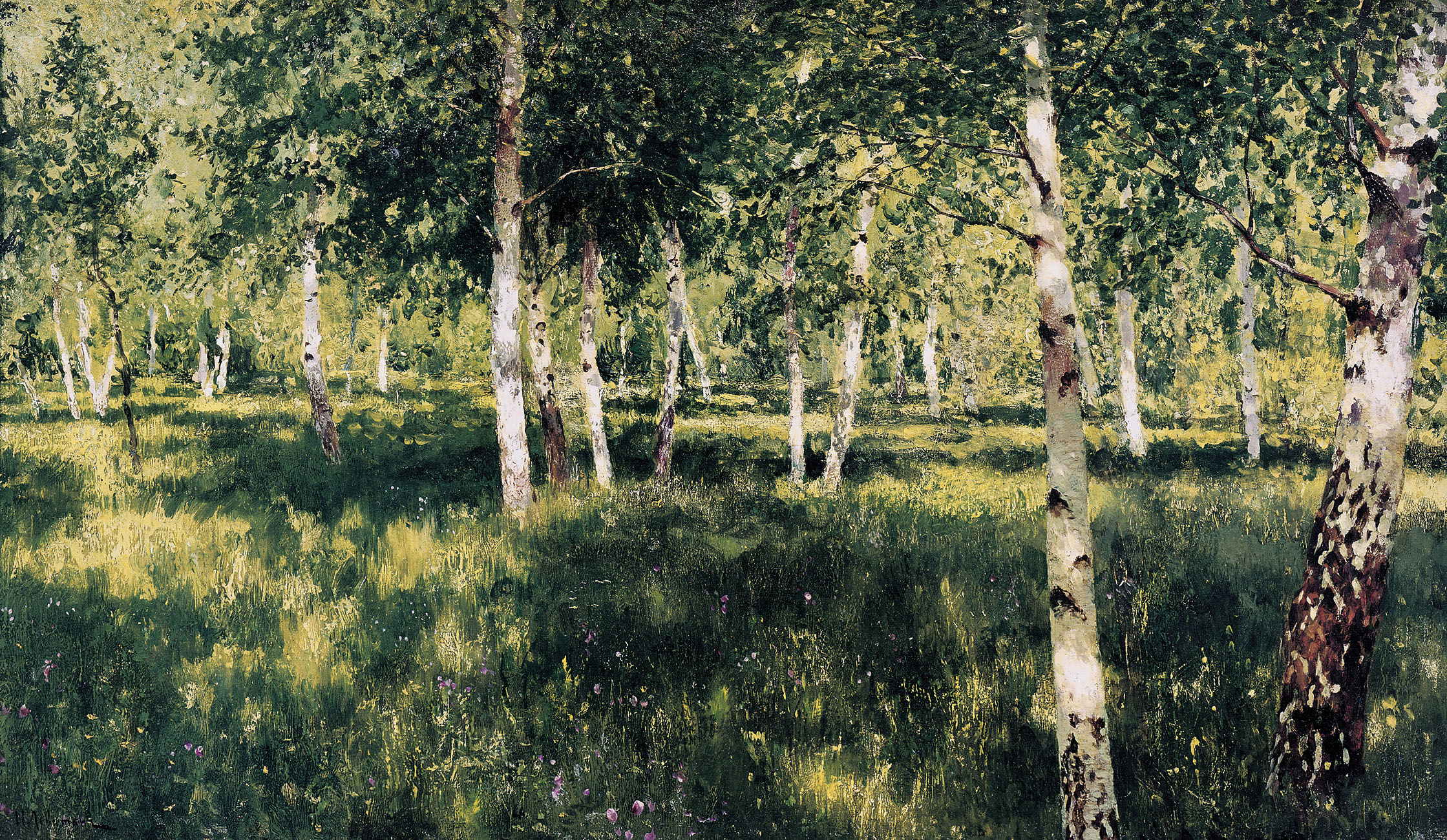
Bosque de bétulas, 1885-1889
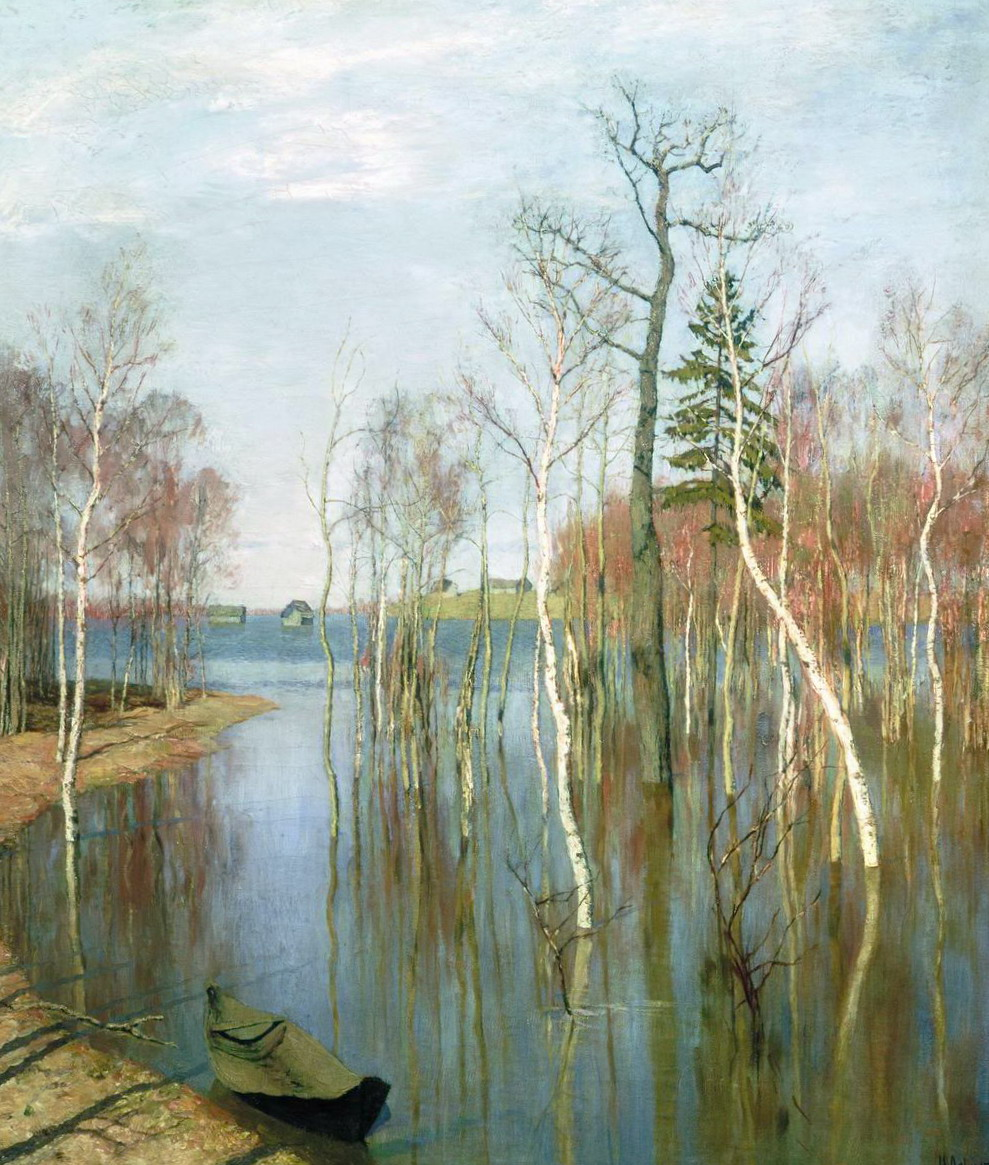
Primavera, degelo
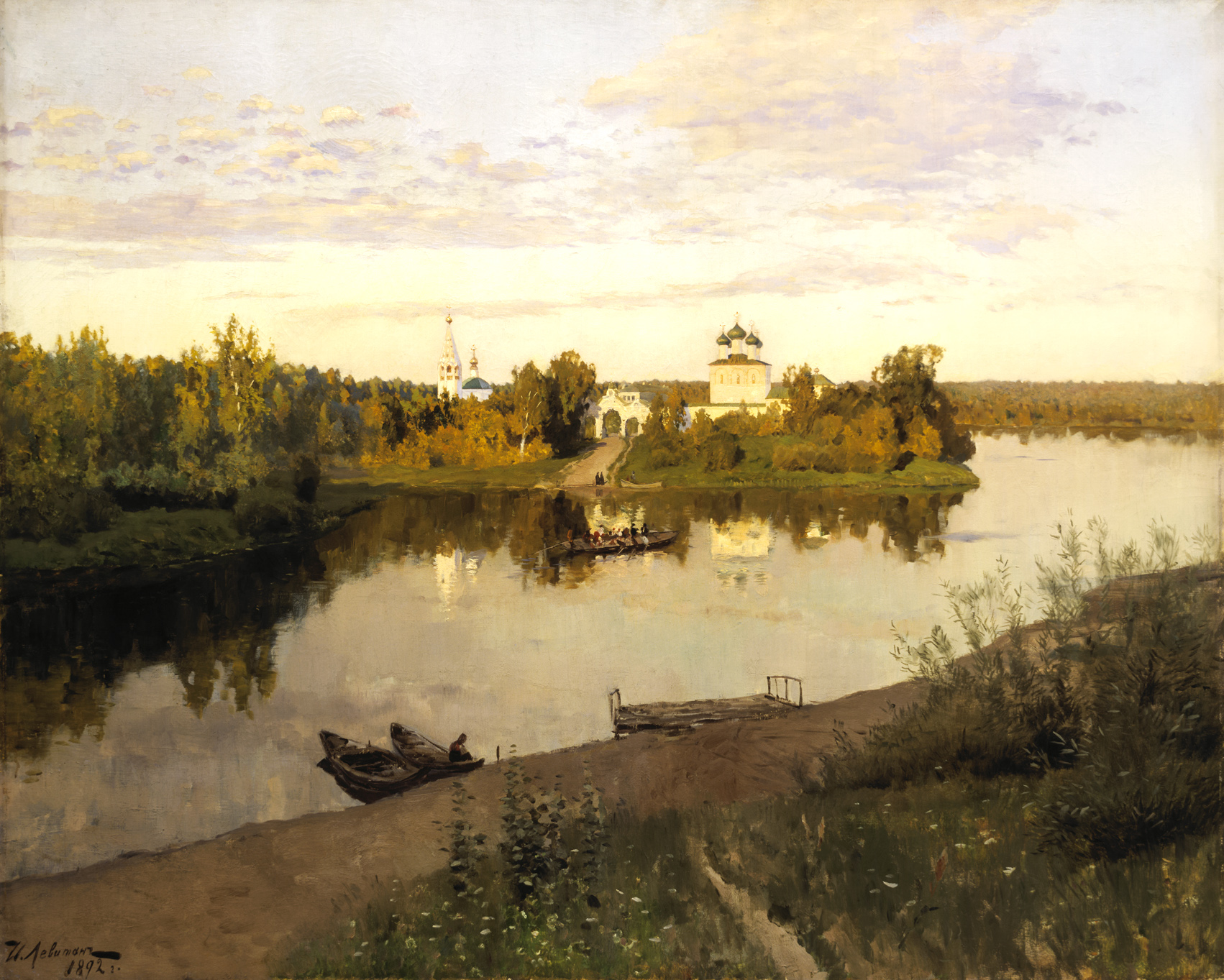
Campanhas ao entardecer, 1892
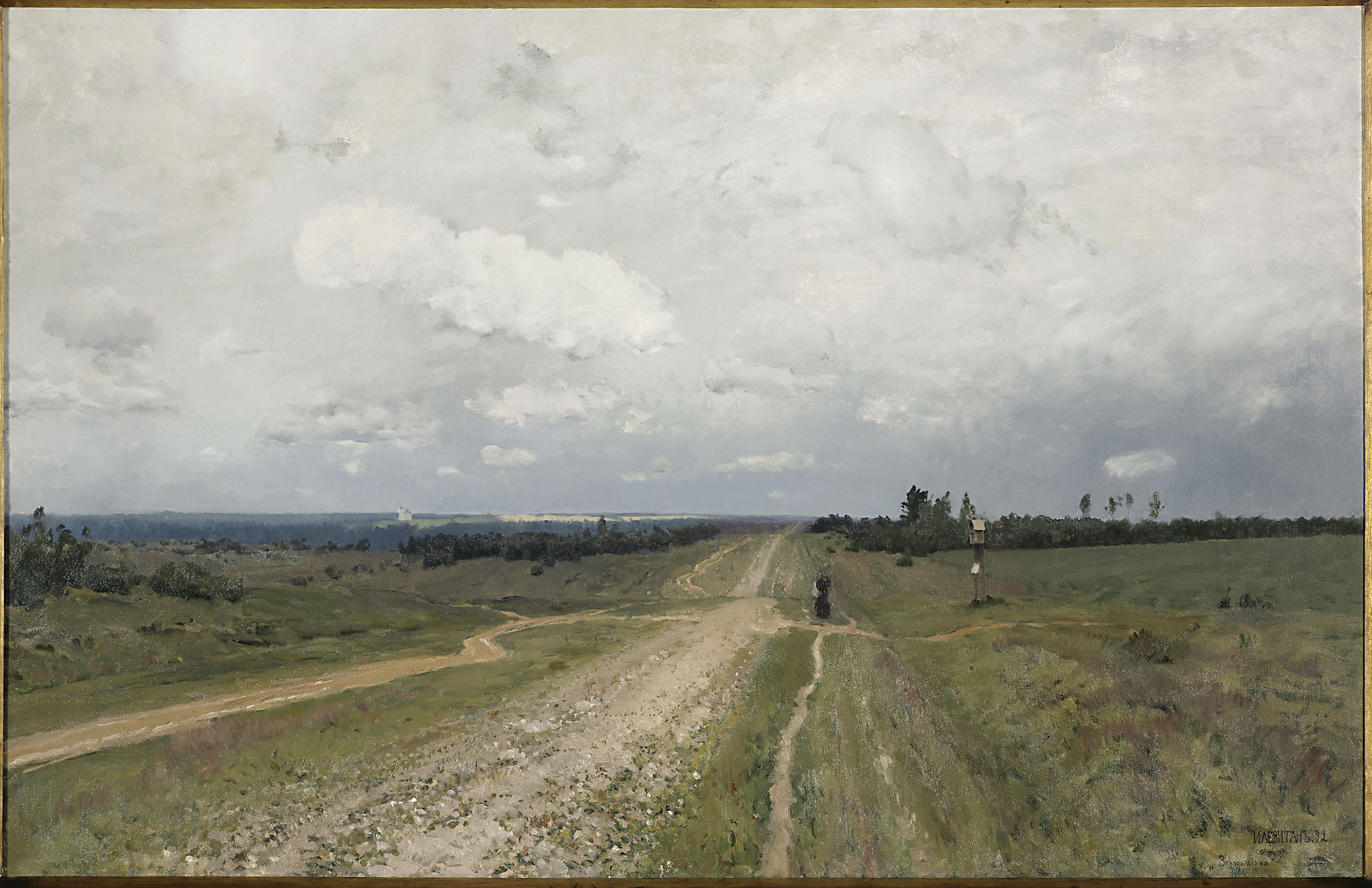
Vladímirka (caminho de Moscou a Vladimir), 1892
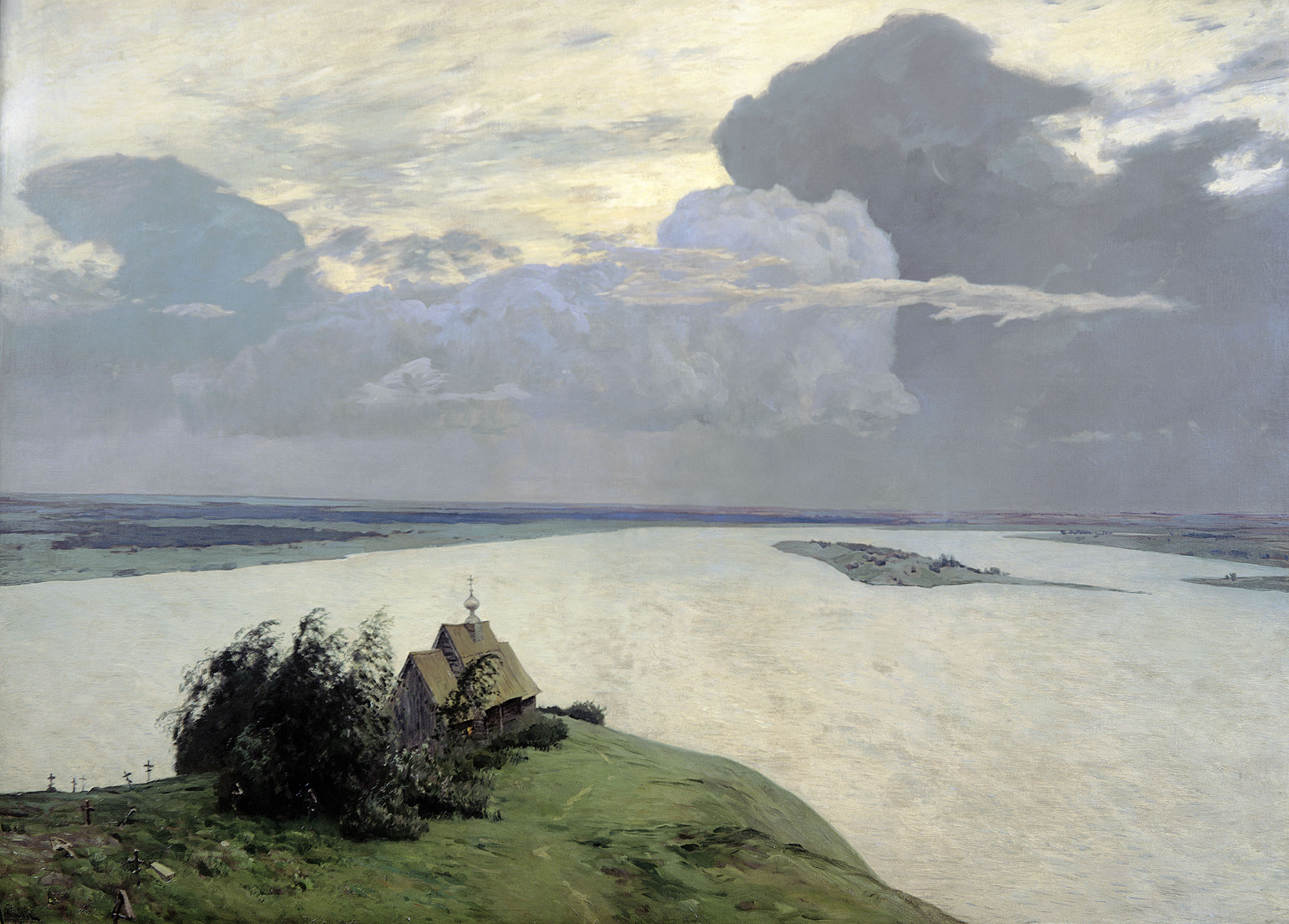
Sobre a paz eterna, 1894
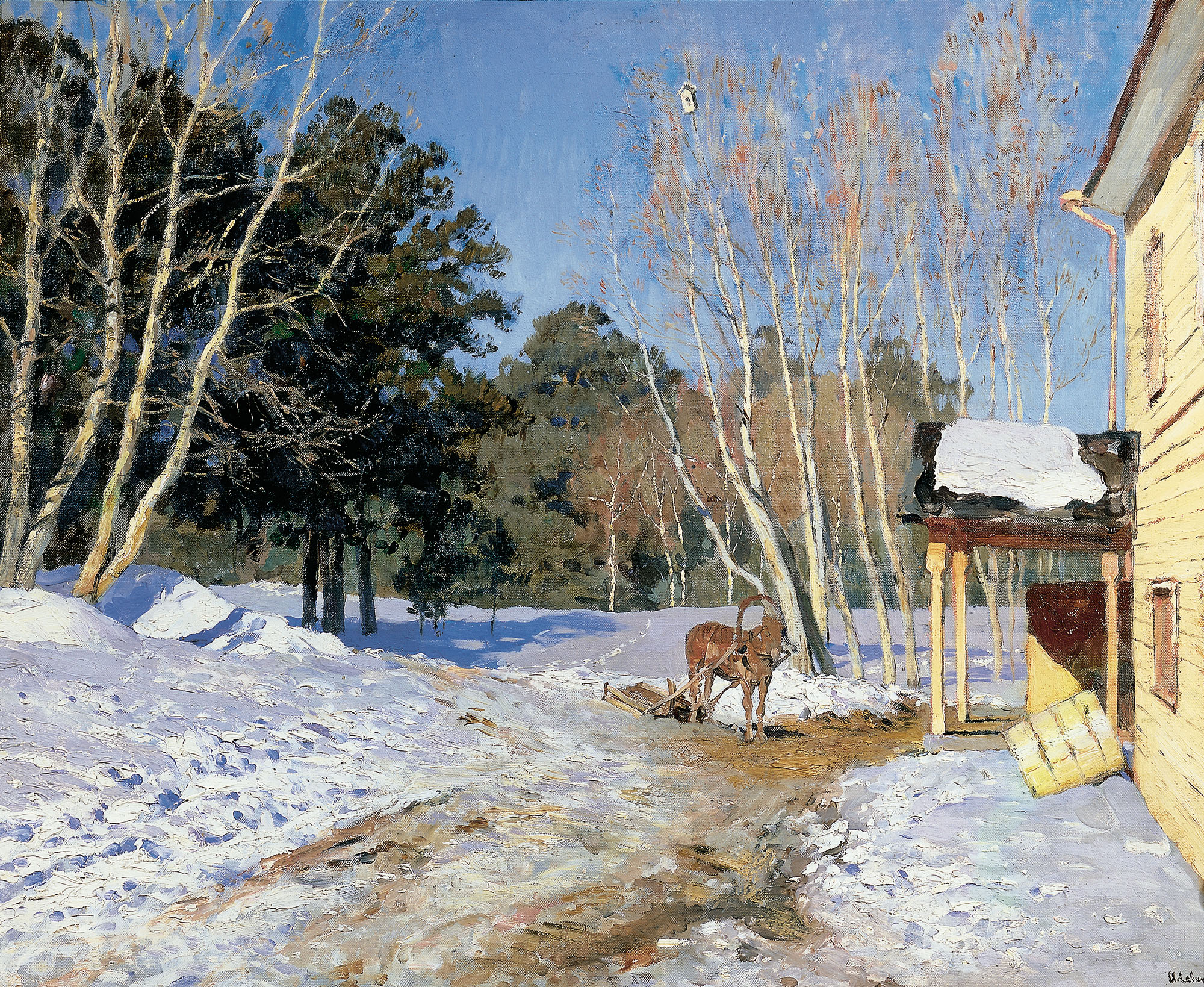
Março, 1895
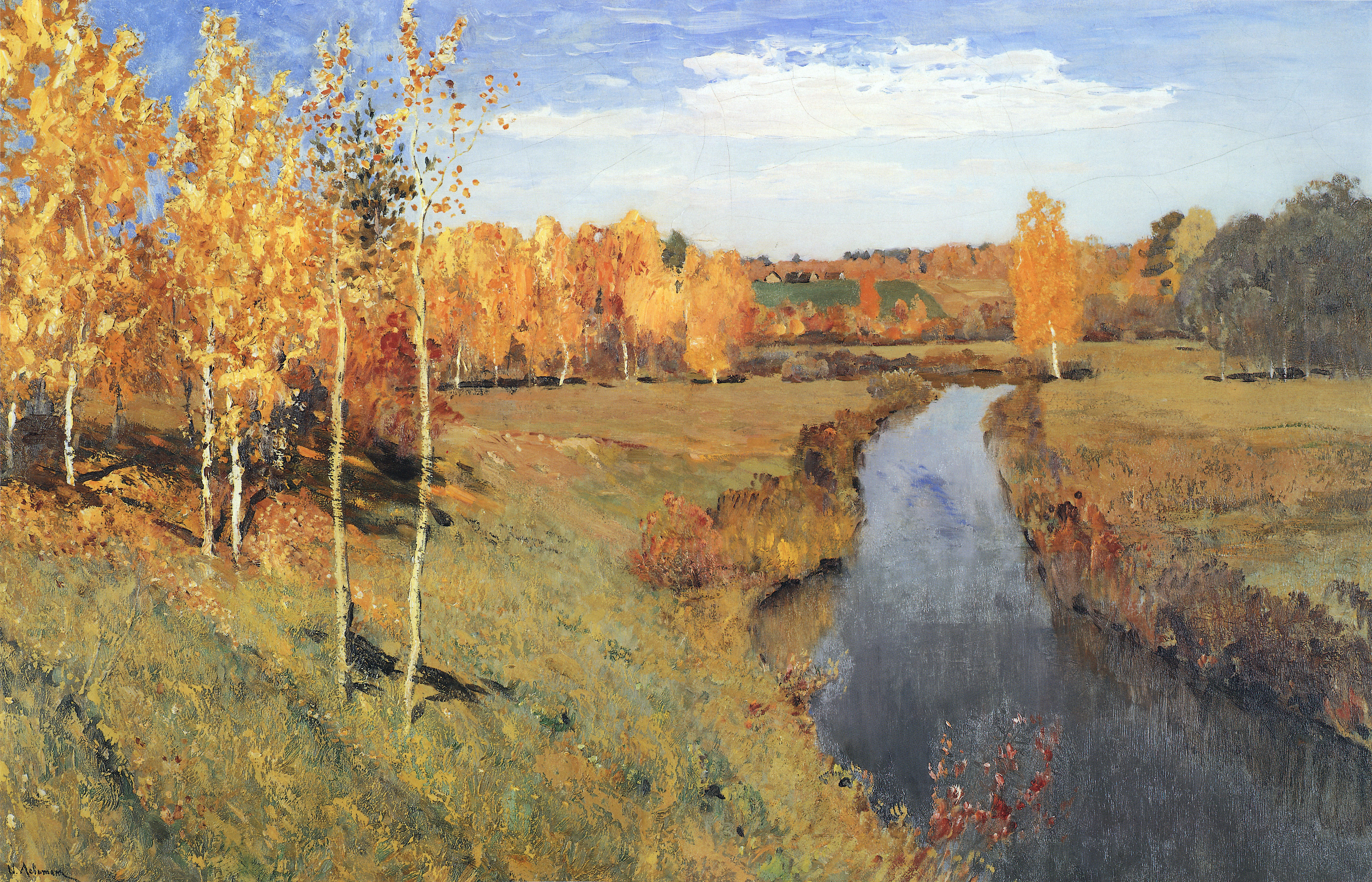
Outono dourado, 1895
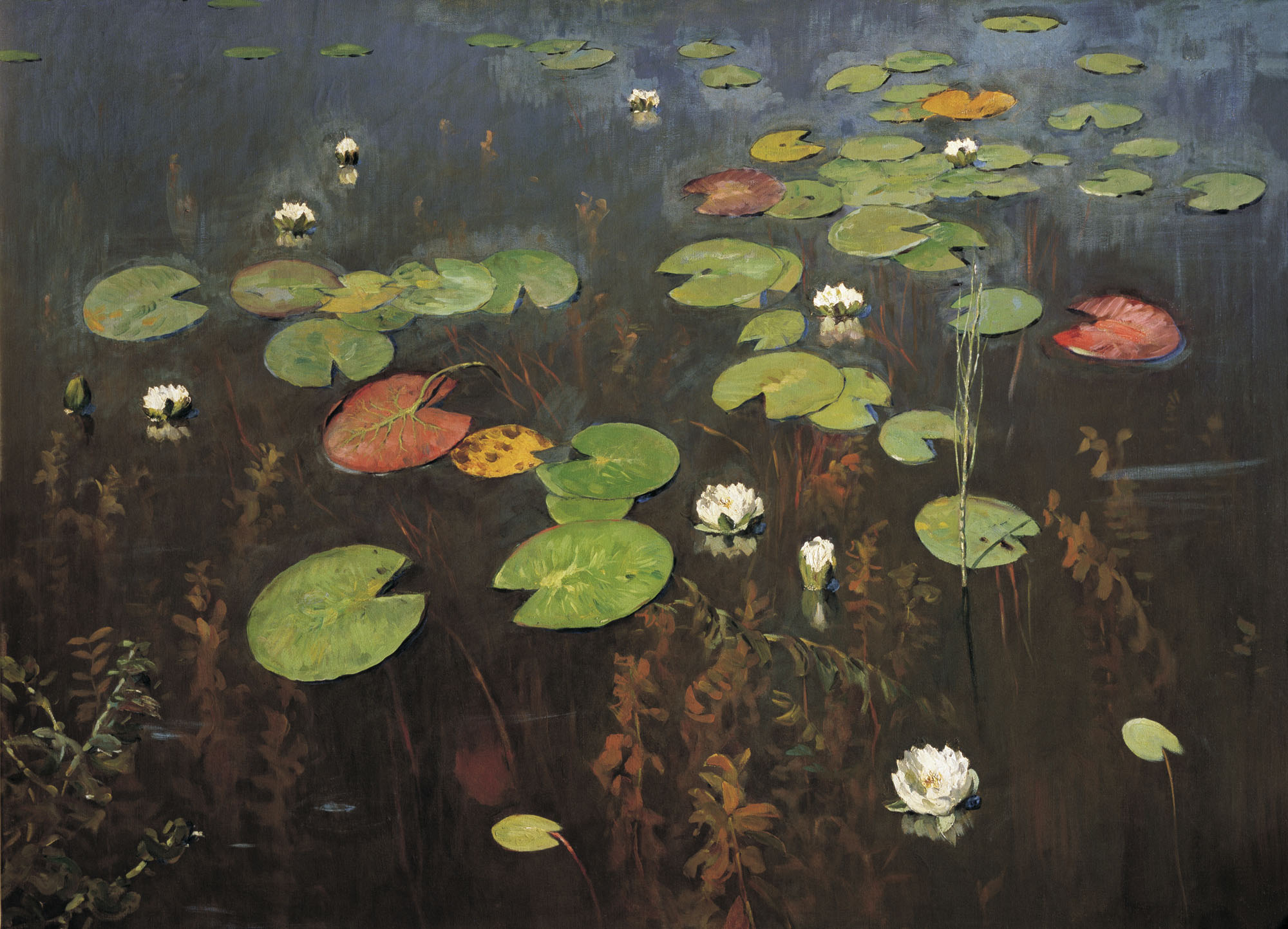
Nenúfares, 1895
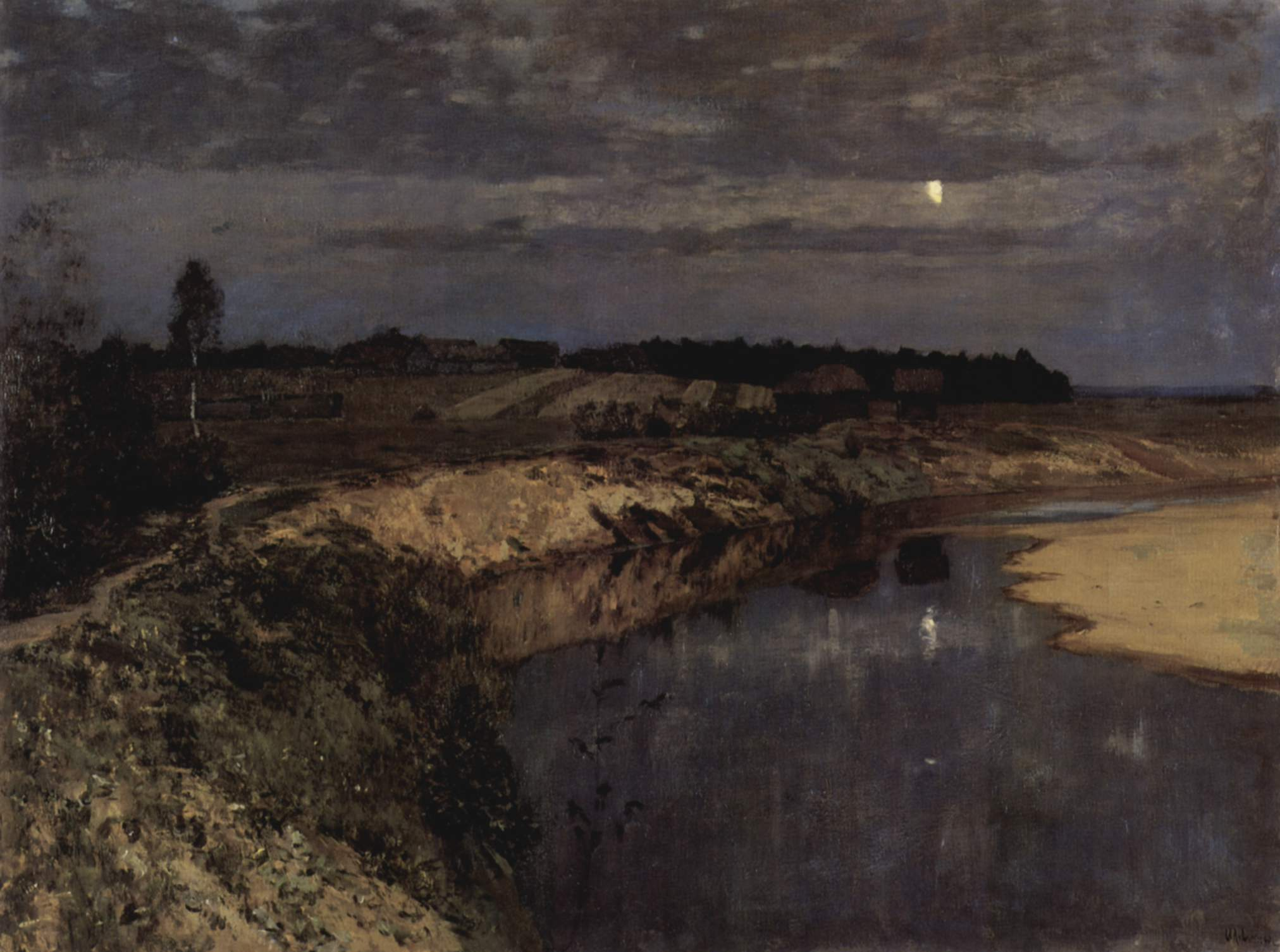
Silêncio, 1898
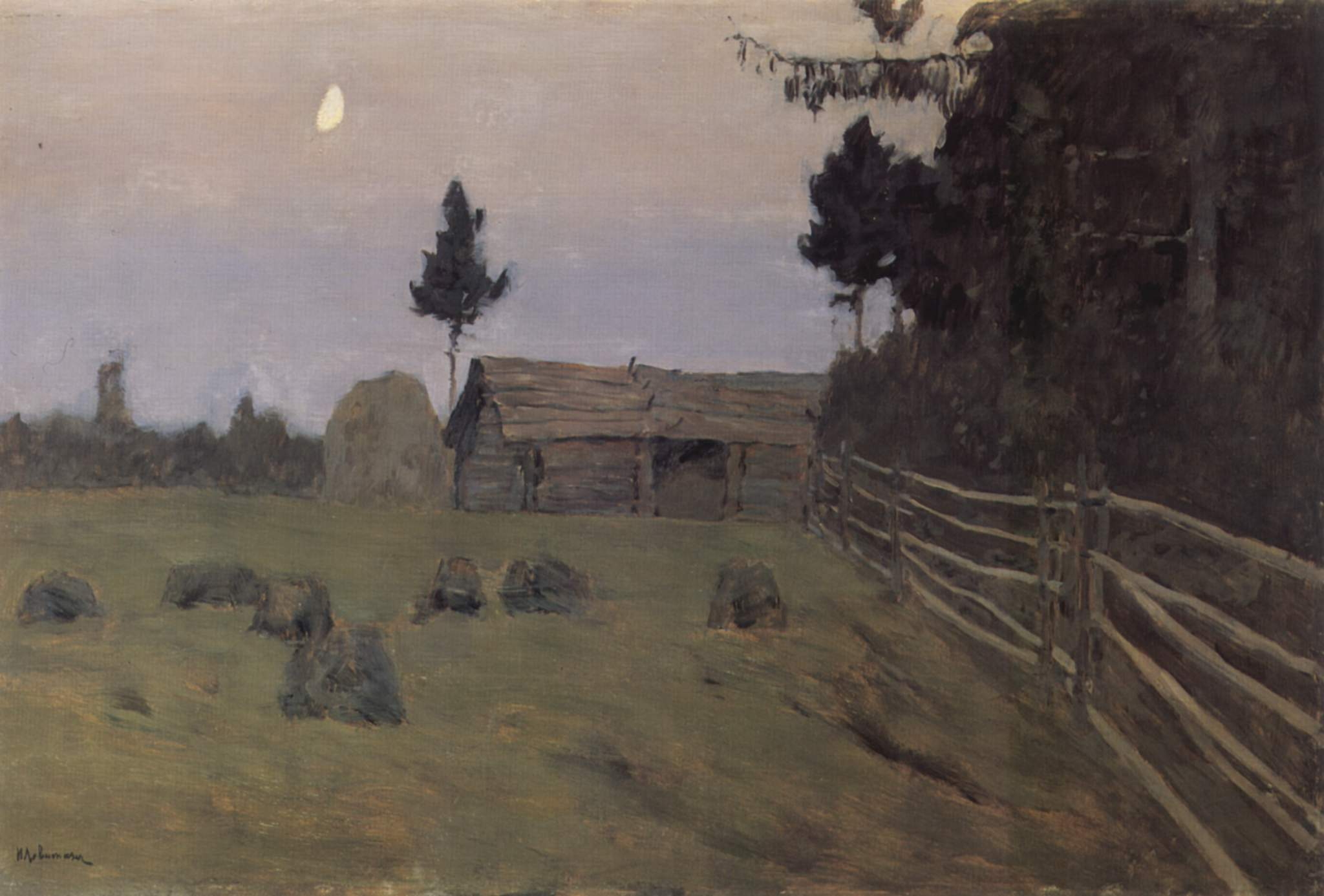
Crepúsculo, 1900

## Legado
O  asteróide 3566 Levitan, descoberto pala astrónoma soviética Lyudmila Zhuravlyova em 1979 recebeu o seu nome em sua honra.